# OpenFOAM

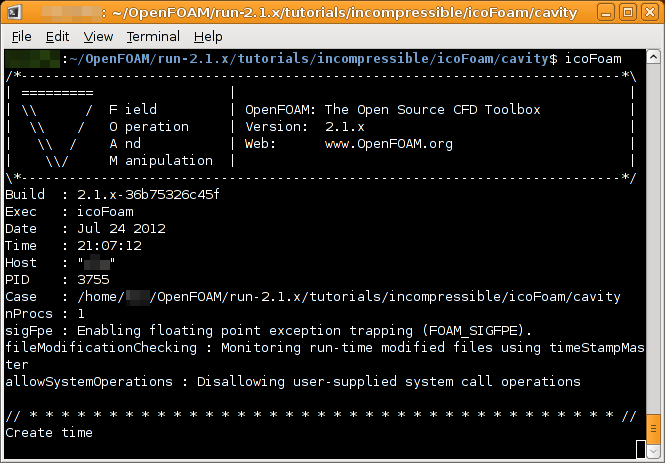
OpenFoam in de commandline-interface (Gnome Terminal)

OpenFOAM (Open source Field Operation And Manipulation) is een open source softwarepakket (geschreven in de programmeertaal C++) dat zich in het bijzonder leent tot het oplossen van (differentiaal-)vergelijkingen bij simulaties van fysische processen in verband met: vloeistofdynamica, verbrandingsprocessen, tensoren, rheologica, thermodynamica, turbulentiemodellen, chemische kinetica, warmtestraling, etc.

## Syntaxvoorbeeld
De differentiaalvergelijking
{\displaystyle {\frac {\partial \rho \mathbf {U} }{\partial t}}+\nabla \cdot \phi \mathbf {U} -\nabla \cdot \mu \nabla \mathbf {U} =-\nabla p}
wordt in OpenFOAM genoteerd als
```
solve

(

 
fvm
::
ddt
(
rho
,
U
)

 
+
 
fvm
::
div
(
phi
,
U
)

 
-
 
fvm
::
laplacian
(
mu
,
U
)

 
==

 
-
 
fvc
::
grad
(
p
)

);

```

## Structuur
De simulatie structuur bestaat uit de volgende drie hoofd mappen:
- system/:
  - controlDict
  - fvSchemes
  - fvSolution
  - fvOptions (optioneel)
- constant
  - polyMesh/
- 0/ (of andere tijdstappen om mee te beginnen)
  - (bestanden over de initiële variabelen)